# Рупташи
Рупта́ши (рум. ruptaşi, рупташь; ед. ч. ruptaş) — в Молдавском княжестве налогоплательщики, платившие только один налог, который назывался рупта (рум. ruptă).
Этот налог состоял из фиксированной суммы, уплачиваемой четырьмя частями в год, и был впервые введён в Молдавии в начале XIX века. Название происходит от глагола rupe (разрывать).
В Бессарабской губернии рупташами назывались потомки бессарабского местного духовенства, оставшиеся мирянами. В толковом словаре Даля рупташи определяются как однодворцы духовного звания. До издания закона 10 марта 1847 года рупташи составляли, подобно бояринашам и мазылам, как бы особый класс населения; к ним причислялись дети только священнослужителей (протоиереев, священников и диаконов), но не причетников. Вышеупомянутым законом рупташи были совершенно уравнены во всех общественных и гражданских отношениях с мазылами и резешами. Они принадлежали, по большей части, к земледельческому классу населения.
По Закону о правах состояния жителей Бессарабской области от 10 марта 1847 года рупташи были причислены к сословию однодворцев.